# Asellia tridens
Asellia tridens је сисар из реда слепих мишева (Chiroptera).

## Угроженост
Ова врста је наведена као последња брига, јер има широко распрострањење и честа је врста.

## Распрострањење
Ареал врсте Asellia tridens обухвата већи број држава. 
Врста је присутна у Авганистану, Пакистану, Алжиру, Мароку, Етиопији, Сомалији, Тунису, Ирану, Саудијској Арабији, Египту, Либији, Судану, Мауританији, Малију, Нигеру, Буркини Фасо, Чаду, Џибутију, Еритреји, Сенегалу, Оману, Сирији и Јемену. Присуство у Ираку, Кувајту, Либану, Катару и Уједињеним Арапским Емиратима је непотврђено.

## Станиште
Станишта врсте су полупустиње и пустиње. 
Врста је присутна на подручју Сахаре у северној Африци.